# 1629.
◄ | 16. stoljeće | 17. stoljeće | 18. stoljeće | ►
◄ | 1590-ih | 1600-ih | 1610-ih | 1620-ih | 1630-ih | 1640-ih | 1650-ih | ►
◄◄ | ◄ | 1626. | 1627. | 1628. | 1629. | 1630. | 1631. | 1632. | ► | ►►
Arhitektura • Astronomija • Glazba • Kazalište • Kiparstvo • Knjige • Književnost • Kršćanstvo • Medicina • Politika • Pravo • Promet • Slikarstvo • Znanost

## Rođenja
- 14. travnja – Christiaan Huygens, nizozemski astronom, matematičar i teorijski fizičar († 1695.)

## Vanjske poveznice
|  | Zajednički poslužitelj ima još gradiva o temi 1629. |